# Santa Lucía (Córdoba)
Santa Lucía es un corregimiento del municipio de Montería, departamento de Córdoba (Colombia).
Actualmente, Santa Lucía ha venido experimentando un crecimiento tanto demográfico como económico a consecuencia de la conectividad hacia al Urabá y su cercanía a la Ciudad de Monteria.

## Veredas
Los Cedros, Hueso, Los Pantanos, San Luis, San Felipe, La Lucha, Cucharal, constituyen el territorio del corregimiento de Santa Lucía. 
Situado a 23 kilómetros de la ciudad de Montería en la carretera que conduce de montería a puerto Rey, virando sobre la vía de las cruces / Santa Lucía / Moñitos.

## Folclor
En tiempos anteriores se desarrollaban fiestas en corraleja, a las cuales concurrían personas de los pueblos cercanos. Para mayor orgullo de los anfitriones, se disponía de una banda de músicos que alternaba con otras afamadas de la región en la amenización de la tarde de toros y las noches de fandango en la propia corraleja. Igual que estas festividades también sigue vigente dentro de las principales tradiciones, la celebración de la Semana Santa, con el intercambio de platos de comida.